# Dirk Kaesler

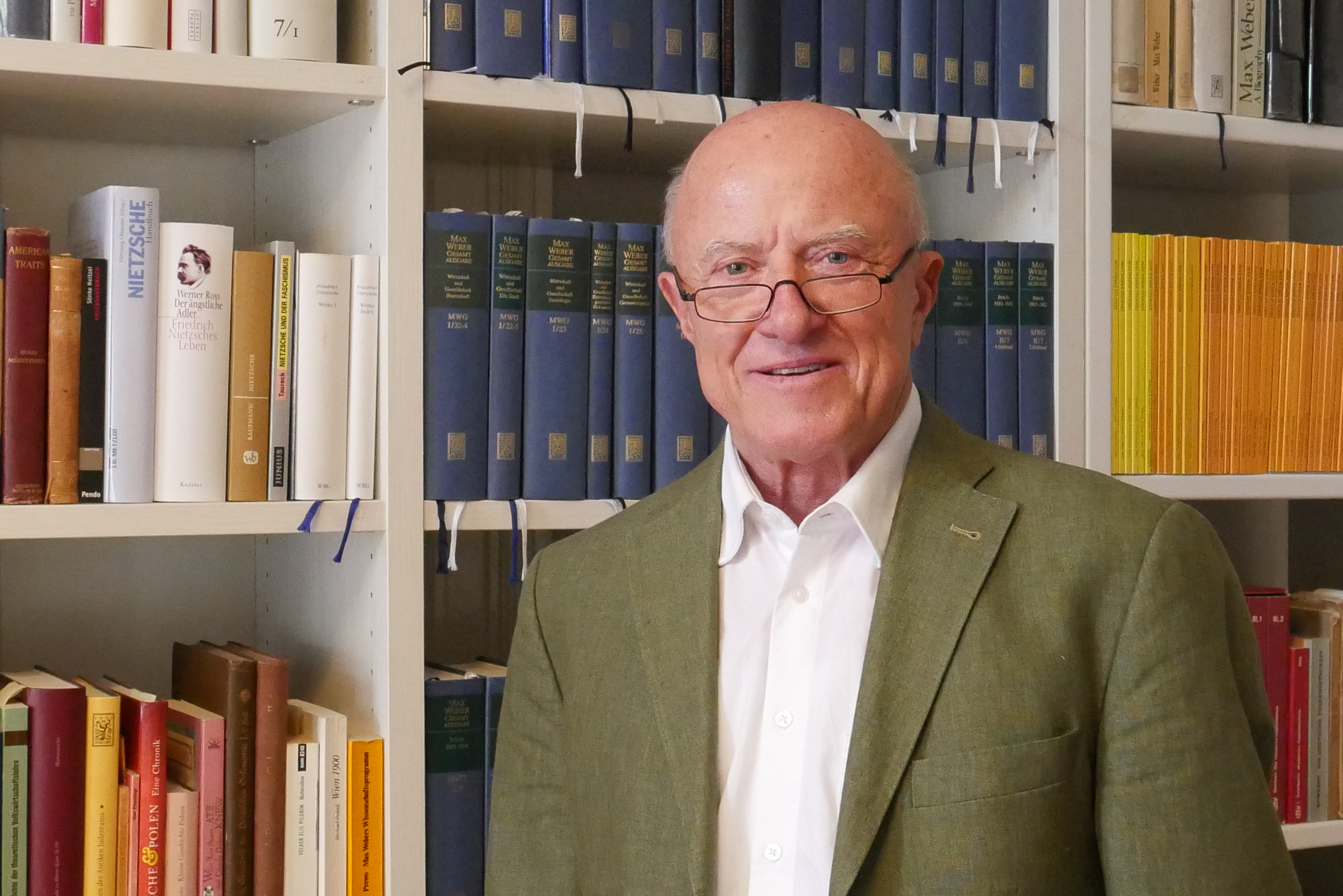
Dirk Kaesler im August 2018

Dirk Kaesler (* 19. Oktober 1944 in Wiesbaden als Dirk Mahrenholtz, ab 1946 Käsler, seit 1996 Kaesler) ist ein deutscher Soziologe und Hochschullehrer.

## Leben
Dirk Kaesler wurde im Heim Taunus des Lebensborn geboren und wuchs mit der Mutter, die als Stenotypistin für den Lebensborn arbeitete, in München auf, der Vater war ein verheirateter SS-Untersturmführer. Nach dem Abitur an der Oberrealschule München-Pasing (seit 1965 Max-Planck-Gymnasium) studierte er Soziologie und Politische Wissenschaft (Politikwissenschaft) an der Ludwig-Maximilians-Universität München und der London School of Economics. 1976 wurde er in München in Soziologie zum Dr. rer. pol. promoviert und habilitierte sich dort 1983 für Soziologie zum Dr. rer. pol. habil. Von 1967 bis 1972 war er Stipendiat der Studienstiftung des deutschen Volkes. Von 1973 bis 1978 absolvierte er eine Ausbildung zum Reserveoffizier bei der Panzerbrigade 28 der Bundeswehr und wurde 1980 zum Oberleutnant der Reserve befördert. In den Jahren 1972 bis 1974 gehörte er dem Gemeinderat (Freie Wählerschaft) der Gemeinde Kottgeisering, Landkreis Fürstenfeldbruck, Regierungsbezirk Oberbayern an. Dirk Kaesler leitete den Politischen Club der Evangelischen Akademie Tutzing in den Jahren 1975 bis 1977.
Nach einer Zeit als Gastforscher an der University of Chicago im Herbst 1981 lehrte und forschte er von 1984 bis 1995 als Professor für Allgemeine Soziologie an der Universität Hamburg. Von März 1992 bis März 1994 war er Dekan des Fachbereichs Philosophie und Sozialwissenschaften der Universität Hamburg. Von 1995 bis zu seiner Pensionierung 2009 war er Inhaber des Lehrstuhls für Allgemeine Soziologie und von 2006 bis 2008 Dekan des Fachbereichs Gesellschaftswissenschaften und Philosophie an der Philipps-Universität Marburg. Mit Beginn des Wintersemesters 2010/11 wurde Markus Schroer sein Nachfolger auf dem Marburger Lehrstuhl.
Längere Gastprofessuren nahm Kaesler bisher an der Universität zu Köln, der University of South Florida in St. Petersburg, der Indiana University in Bloomington, der École des Hautes Études en Sciences Sociales in Paris, der Humboldt-Universität zu Berlin, der Ludwig-Maximilians-Universität München, dem Hamburger Institut für Sozialforschung, der University of California, Berkeley, der Universität Graz und der University of Cambridge an. Zwischen April 2003 und April 2005 war er Writer in Residence der Monacensia, dem Literaturarchiv und der Bibliothek der Landeshauptstadt München. Für die Jahre 1999 bis 2003 wählte ihn die Deutsche Gesellschaft für Soziologie in ihr Konzil, von 2002 bis 2005 gehörte er dem Vorstand der DGS an, für den Zeitraum 2007 bis 2015 war er wieder in deren Konzil gewählt worden.
Im Rahmen der DGS ergriff Kaesler die Initiative für die Vorbereitung und Verabschiedung eines Ethik-Kodexes für die deutsche Soziologie. Beauftragt mit dieser Aufgabe durch den damaligen Vorsitzenden Wolfgang Zapf leitete Kaesler in den Jahren 1989–1992 eine Kommission, der die Soziologen Christel Hopf, Siegfried Lamnek, Hansgünter Meyer und Bernhard Schäfers angehörten. Seit November 1992 ist ein gemeinsamer Ethik-Kodex der DGS und des Berufsverbandes Deutscher Soziologinnen und Soziologen in Kraft.
Kaeslers besonders ausgewiesene Forschungsgebiete sind die Geschichte der deutschen und der internationalen Soziologie, die Auseinandersetzung mit ihren Klassikern und Hauptwerken sowie die wissenschaftliche Erforschung von Leben, Werk und Wirkung des deutschen Soziologen Max Weber.
Kaesler verstand sich als Verteidiger des akademisch ausgewiesenen und berufsqualifizierenden Studiengangs Diplom-Soziologie, der im Rahmen des Bologna-Prozesses in Deutschland zu Gunsten von Bachelor- und Masterstudiengängen abgeschafft werden sollte. Gegen die Einstellung des Studiengangs Diplom-Soziologie an der Marburger Universität klagte Kaesler im Frühjahr 2007 im Auftrag des Fachbereichsrates vor den hessischen Verwaltungsgerichten. Sowohl das Verwaltungsgericht Gießen als auch der Hessische Verwaltungsgerichtshof wiesen die Klage zurück und bekräftigten das Recht der Marburger Hochschulleitung, die Diplomstudiengänge – auch gegen den erklärten Willen der Fachvertreter – einzustellen. Ab dem Wintersemester 2006/07 bot die Universität Marburg kein grundständiges Studium im Hauptfach Soziologie mehr an, sondern Studiengänge mit den Abschlüssen „Bachelor of Arts“ Sozialwissenschaften und „Master of Arts“ Soziologie. Auch deswegen beantragte Kaesler seine vorzeitige Entpflichtung von seinem Amt als Universitätsprofessor. Seit dem 29. November 2017 besteht ein eigenständiger Studiengang für den Abschluss des „Bachelor of Arts“ Soziologie, der Studiengang „Bachelor of Arts“ Sozialwissenschaften läuft zum Sommersemester 2021 aus.
Von seinen Schülerinnen und Schülern sind für die Soziologie bisher vor allem Petra Ahrweiler, Matthias Koenig und Andreas Reckwitz zu nennen.

## Werk
In seinen Arbeiten befasst sich Dirk Kaesler vor allem mit der Geschichte der Soziologie, Theorien der Soziologie, Politischer Soziologie (Revolutionen, Politische Skandale), Wissenschaftssoziologie (Entstehung der akademischen Soziologie), Ethik der Sozialwissenschaften, Religionssoziologie und Max-Weber-Forschung. 2014 legte er eine umfangreiche Weber-Biografie vor.
Aus seiner wissenschaftlichen Forschung publiziert Kaesler seit 1979 regelmäßig auch journalistisch (insbesondere Süddeutsche Zeitung, Der Spiegel, Die Welt, Der Stern, tageszeitung, Frankfurter Allgemeine Zeitung, Die Zeit, Die Woche, Frankfurter Rundschau); er veröffentlichte regelmäßige, monatliche Kolumnen für Max (1994/1995), Oberhessische Presse (1997–2009) und in den Jahren 2009 bis 2014 für die online-Zeitschrift literaturkritik.de.
Seit 2021 wendet er sich an eine breitere Leserschaft, zuletzt mit dem Buch Schön deutsch. Eine Entdeckungsreise. (2021), verfasst zusammen mit der Journalistin Stefanie von Wietersheim. Mit ihr gemeinsam veröffentlicht er seit Januar 2023 eine monatliche Kolumne Rätsel des Lebens ebenfalls auf literaturkritik.de.
In seinem im Jahr 2023 erschienenen autobiographischem Buch Lügen und Scham stellt er u. a. seine Herkunft als Lebensborn-Kind dar.

## Auszeichnungen
- 2014: Platz 1 der Sachbücher des Monats Mai 2014 für das Buch „Max Weber. Preuße, Denker, Muttersohn. München: C.H. Beck 2014.“ (Jury Norddeutscher Rundfunk, Süddeutsche Zeitung, Buchjournal, Börsenblatt)
- 2018: Life Membership, Clare Hall[7], Cambridge, UK.

## Schriften (Auswahl)

### Monographien
- Lügen und Scham. Deutsche Leben. Vergangenheitsverlag, Berlin 2023, ISBN 978-3-86408-303-7.
- Mit Stefanie von Wietersheim: Schön deutsch. Eine Entdeckungsreise. 2., überarbeitete Auflage, Verlag LiteraturWissenschaft.de, Marburg 2021, ISBN 978-3-936134-79-7.
- Über Max Weber. Beiträge in literaturkritik.de 2006-2020. Verlag LiteraturWissenschaft.de, Marburg an der Lahn 2020. ISBN 978-3-936134-75-9.
- Max Weber: Preuße, Denker, Muttersohn. Eine Biographie. Beck, München 2014. ISBN 978-3-406-66075-7.(Chinesische Übers. 2023)
- Max Weber. Eine Einführung in Leben, Werk und Wirkung. 4. aktualisierte Auflage, Campus-Verlag, New York/Frankfurt am Main 2014, ISBN 978-3-593-50114-7 (Erste Auflage 1995, Frz. Übers. 1996; Chinesische Übers. 2000; Italienische Übers. 2004; Polnische Übers. 2010).
- Max Weber. Beck, München 2011. ISBN 978-3-406-62249-6.
- Soziologie als Berufung. Bausteine einer selbstbewußten Soziologie. Westdeutscher Verlag, Opladen 1997, ISBN 978-3-531-13070-5.
- Der politische Skandal. Zur symbolischen und dramaturgischen Qualität von Politik. Zusammen mit Hans Peter Albers, Leonarda Castello, Carsten Germis, Peter-Jakob Kelting, Matthias Klupp, Sabine Redlin, Jochen Rimek, Franz-Josef Schmidt, Frank Smeddinck und Thomas Steiner, Westdeutscher Verlag, Opladen 1991, ISBN 3-531-12286-X.
- Soziologische Abenteuer. Earle Edward Eubank besucht europäische Soziologen im Sommer 1934. Westdeutscher Verlag, Opladen 1985. (Italienische Übers. 1992) ISBN 978-3-531-11781-2.
  - Sociological Adventures. Earle Edward Eubank's Visits with European Sociologists. Transaction Publ., New Brunswick/London 1991, ISBN 0-88738-368-8.
- Die frühe deutsche Soziologie 1909 bis 1934 und ihre Entstehungs-Milieus. Eine wissenschaftssoziologische Untersuchung. Westdeutscher Verlag. Opladen 1984, ISBN 978-3-531-11709-6 (zugleich Habilitationsschrift, Universität München 1983).
- Einführung in das Studium Max Webers. Beck, München 1979, ISBN 3-406-04863-3 (Japan. Übers. 1981; Engl. Übers. 1988).
- Revolution und Veralltäglichung. Eine Theorie postrevolutionärer Prozesse. Nymphenburger Verlagshandlung, München 1977, ISBN 978-3-485-01844-9 (zugleich Dissertationsschrift, Universität München 1976).
- Wege in die soziologische Theorie. Nymphenburger Verlagshandlung, München 1974, ISBN 978-3-485-03069-4.

### Herausgeberschaften
- Max Weber. Wissenschaft als Beruf. Politik als Beruf. Mit zwei ergänzenden Texten. Beck, München 2024, ISBN 978-3-406-82279-7.
- Klassiker der Soziologie
  - Band I: Von Auguste Comte bis Alfred Schütz. 7., überarbeitete und aktualisierte Auflage. München: C.H.Beck 2020. ISBN 978-3-406-64297-5.
  - Band II: Von Talcott Parsons bis Anthony Giddens. 6., überarbeitete und aktualisierte Auflage. München: C.H.Beck, München 2020. ISBN 978-3-406-42089-4.
- Mit Ludgera Vogt: Hauptwerke der Soziologie (= Kröners Taschenausgabe. Band 396). 2., durchgesehene Auflage. Kröner, Stuttgart 2007, ISBN 978-3-520-39602-0.
- Max Weber. Schriften 1894–1922 (= Kröners Taschenausgabe. Band 233). Kröner, Stuttgart 2002, ISBN 3-520-23301-0.
- Max Weber. Die protestantische Ethik und der Geist des Kapitalismus. Vollständige Ausgabe, 4. Auflage, Beck, München 2013, ISBN 978-3-406-60200-9.
- Aktuelle Theorien der Soziologie. Von Shmuel N. Eisenstadt bis zur Postmoderne. Beck, München 2005, ISBN 3-406-52822-8.